# The Real Album
The Real Album från 16 september 2009 är ett musikalbum av a cappella-gruppen The Real Group.

## Låtlista[2]
| Nr | Titel                                 | Kompositör(er)                            | Speltid |
| -- | ------------------------------------- | ----------------------------------------- | ------- |
| 1  | Bumble Bee                            | Anders Edenroth                           | 3:30    |
| 2  | Pass Me the Jazz                      | Anders Edenroth                           | 3:30    |
| 3  | A Lifetime Take a Lifetime to Fulfill | Peder Karlsson                            | 3:24    |
| 4  | Nostalgia World                       | Anders Edenroth                           | 3:54    |
| 5  | Lay It in My Hand                     | Peder Karlsson                            | 4:30    |
| 6  | A Minute on Your Lips                 | Anders Edenroth / Emma Nilsdotter         | 4:02    |
| 7  | The Modern Man                        | Anders Edenroth                           | 4:29    |
| 8  | The Window That Leads to Your World   | Peder Karlsson                            | 4:12    |
| 9  | A Little Kindness                     | Steve Hartman / Katarina Henryson         | 3:12    |
| 10 | Anna's Song                           | Anders Jalkéus                            | 4:20    |
| 11 | Flying High                           | Katarina Henryson                         | 3:06    |
| 12 | Gee! Mine or Mozart's                 | Anders Edenroth / Wolfgang Amadeus Mozart | 3:38    |

## Listplaceringar
| Lista (2009) | Topplacering |
| ------------ | ------------ |
| Sverige      | 20           |